# Баскервил (Вирџинија)
Баскервил (енгл. Baskerville) насељено је место без административног статуса у америчкој савезној држави Вирџинија.

## Демографија
По попису из 2010. године број становника је 128.
| Група             | 2000.    | 2010.      |
| Белци             | 0 (0,0%) | 89 (69,5%) |
| Афроамериканци    | 0 (0,0%) | 37 (28,9%) |
| Азијати           | 0 (0,0%) | 0 (0,0%)   |
| Хиспаноамериканци | 0 (0,0%) | 1 (0,8%)   |
| Укупно            | 0        | 128        |